# Tonganoxie (Kansas)
Tonganoxie é uma cidade localizada no estado americano de Kansas, no Condado de Leavenworth.

## Demografia
Segundo o censo americano de 2000, a sua população era de 2728 habitantes.
Em 2006, foi estimada uma população de 4101, um aumento de 1373 (50.3%).

## Geografia
De acordo com o United States Census Bureau tem uma área de
8,1 km², dos quais 8,1 km² cobertos por terra e 0,0 km² cobertos por água. Tonganoxie localiza-se a aproximadamente 260 m acima do nível do mar.

## Localidades na vizinhança
O diagrama seguinte representa as localidades num raio de 20 km ao redor de Tonganoxie.